# Palais der Sekundogenitur

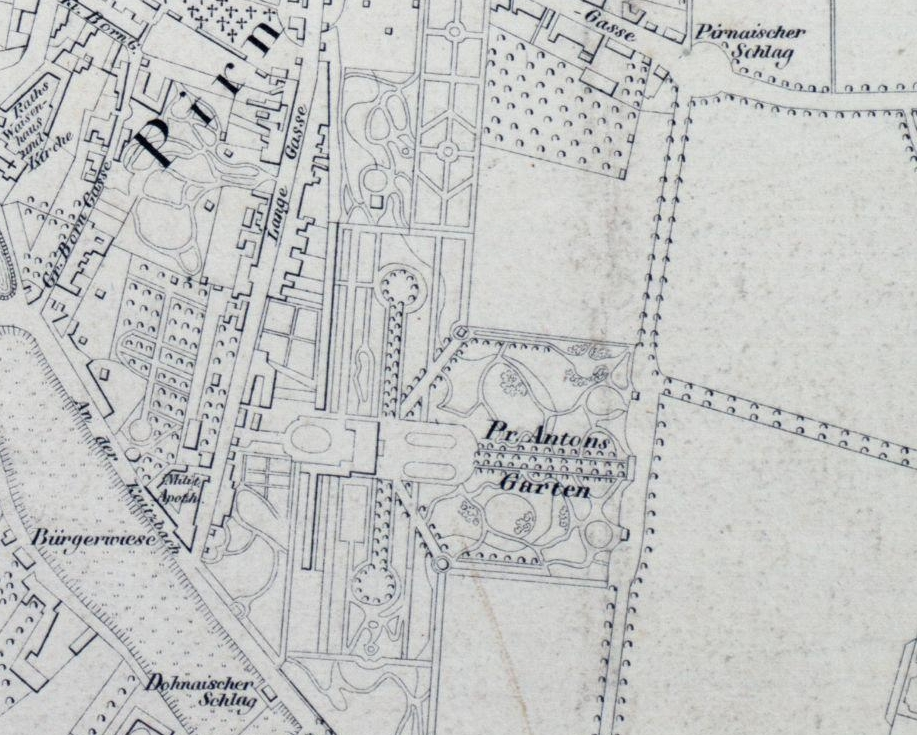
Lage im Stadtplan von Heinrich Lesch, 1828

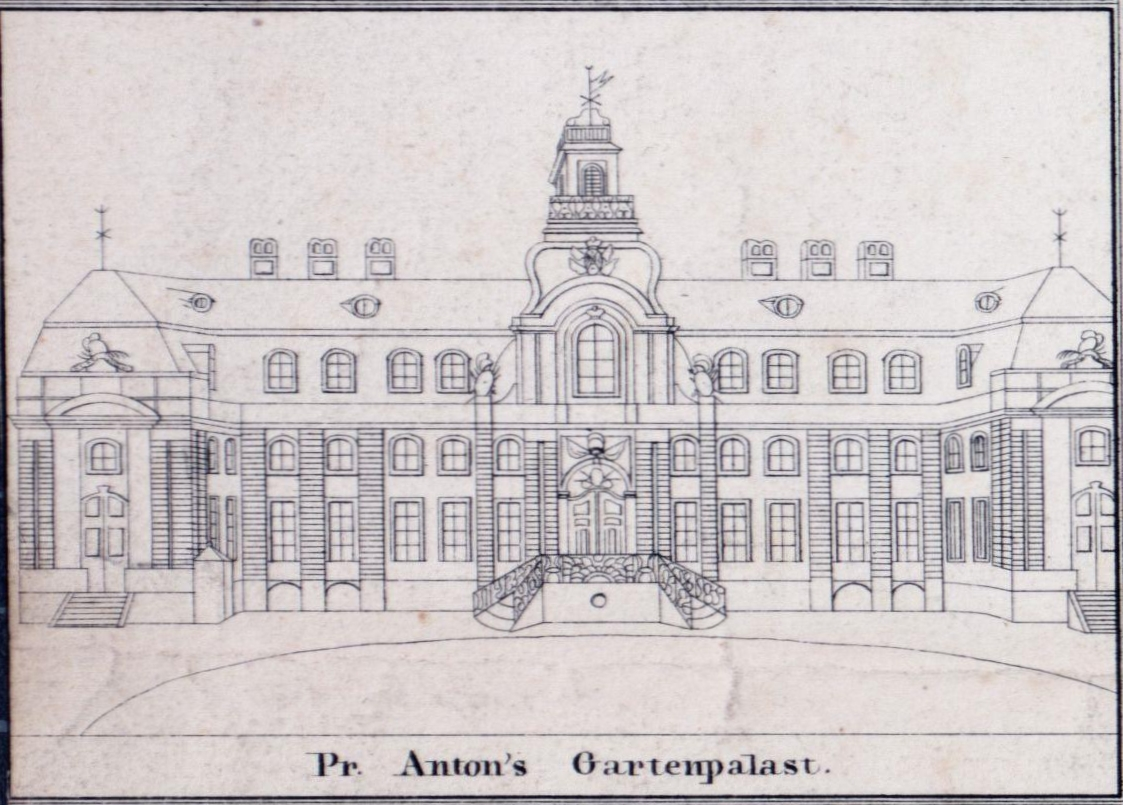
„Prinz Anton´s Gartenpalast“ ~ 1825

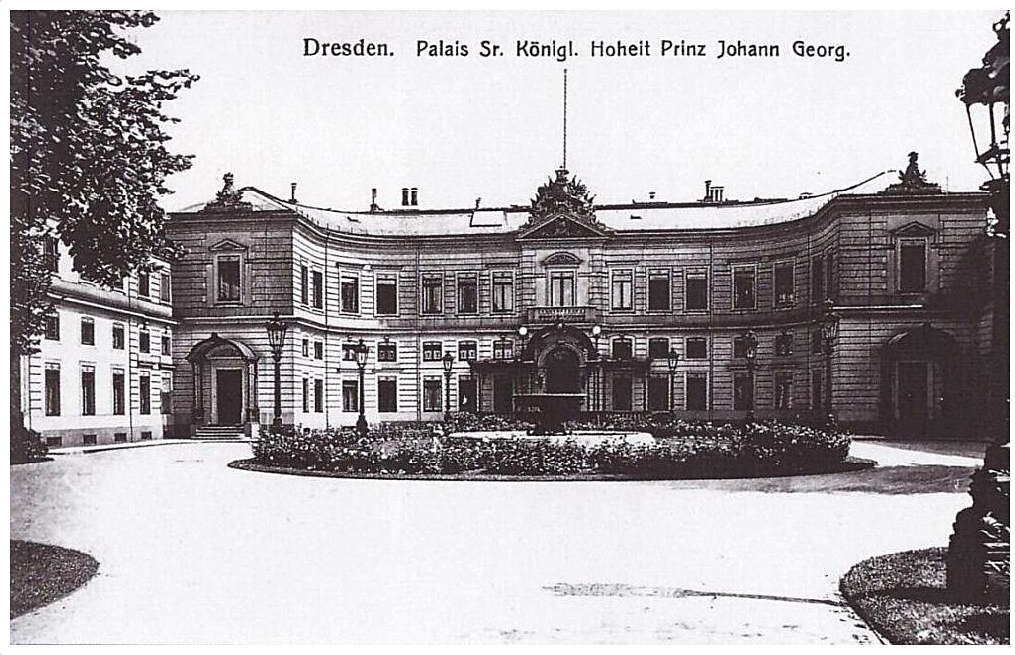
Das Palais um 1910

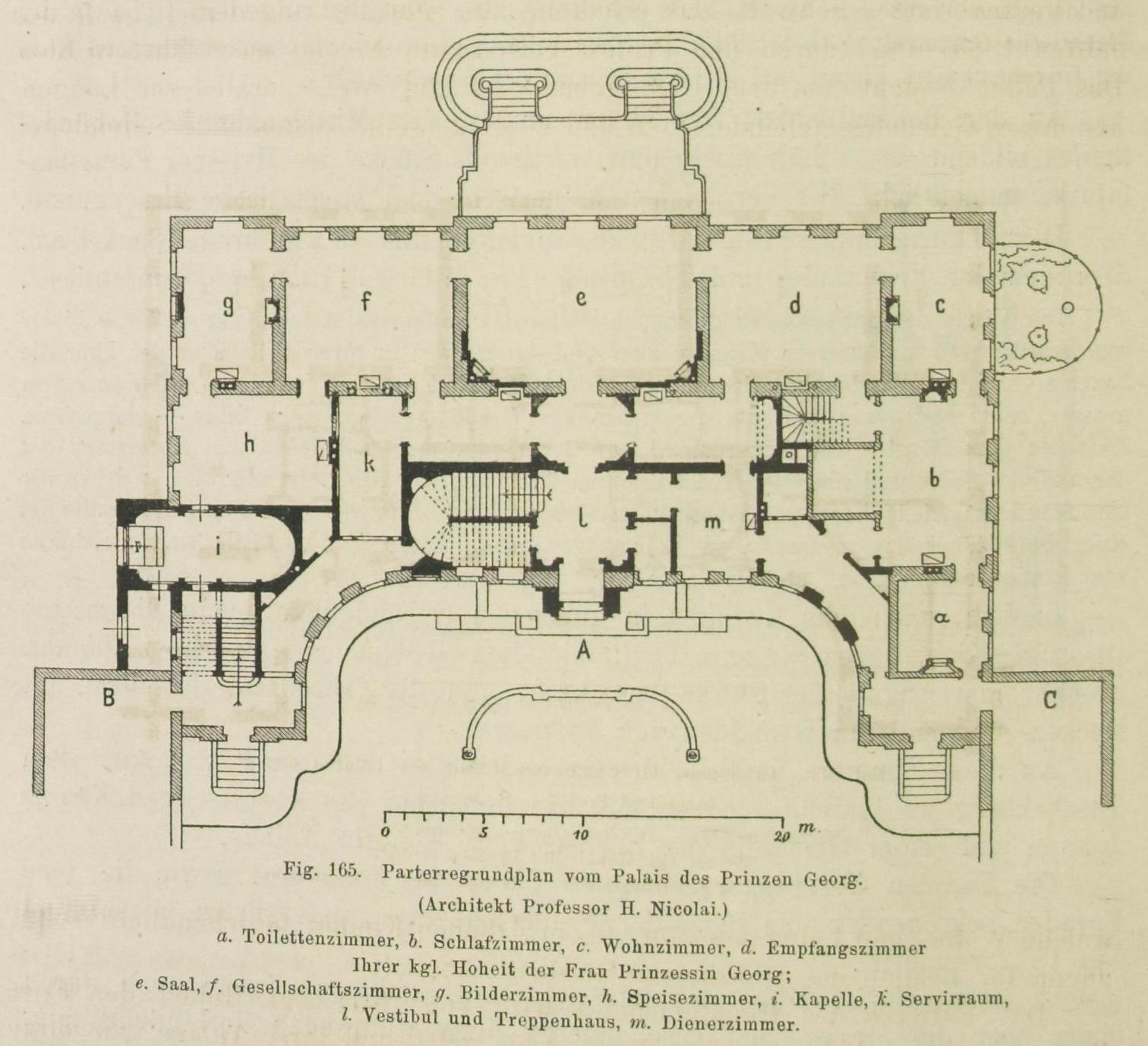
Paterre-Grundriss vom Palais des Prinzen Georg

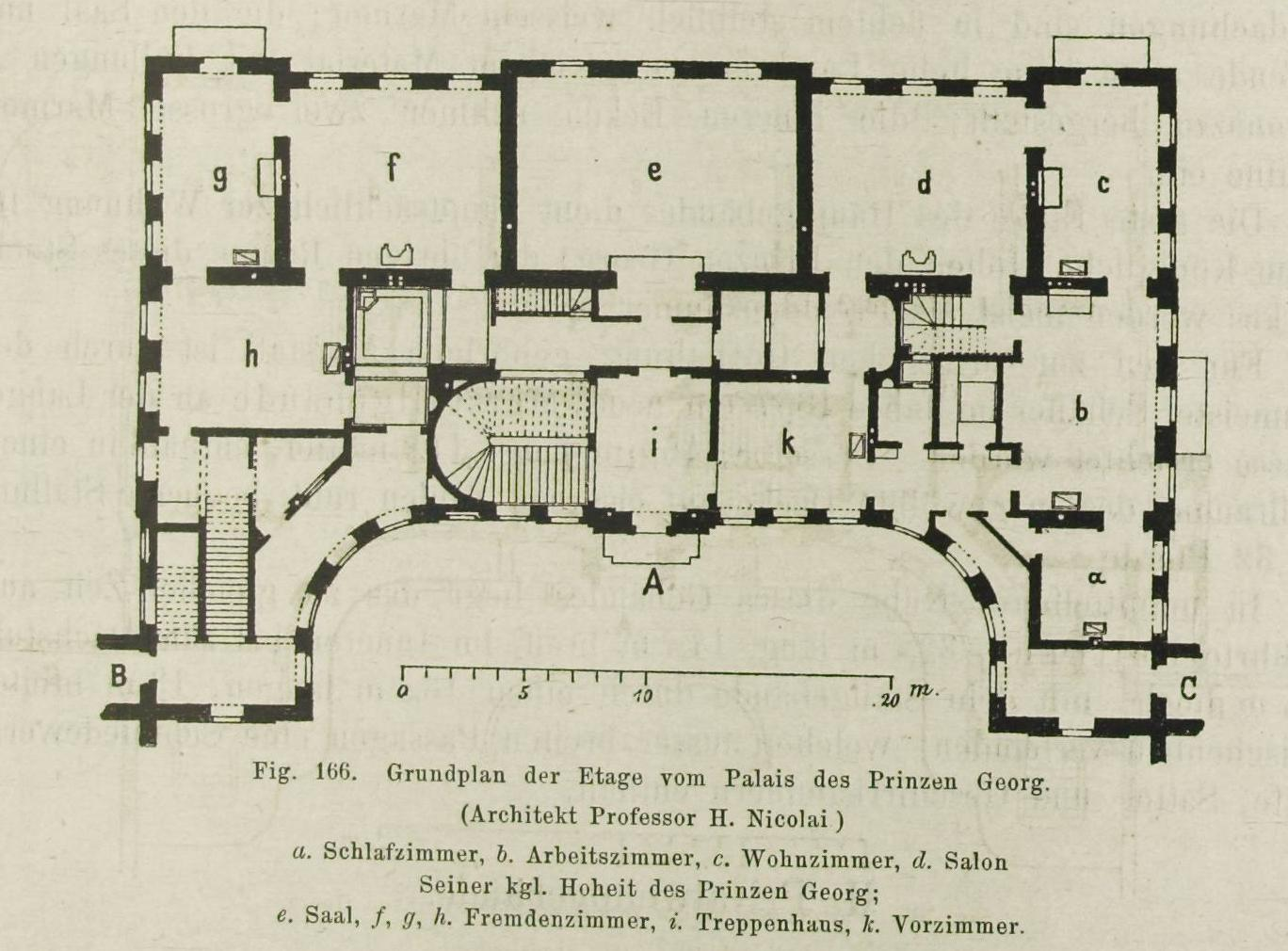
Grundriss der Etage vom Palais des Prinzen Georg

Das Palais der Sekundogenitur (auch Prinz-Georg-Palais, Palais Zinzendorfstraße oder auch Prinzenpalais) war ein Wohnpalais im Park der Sekundogenitur, einem Teil des heutigen Blüherparks in Dresden. Es stand an der Langen Gasse 24, der späteren Zinzendorfstraße 4.

## Gebäude
Friedrich August Krubsacius errichtete das Palais von 1764 bis 1770 für den illegitimen Sohn Friedrich August II., den Chevalier de Saxe Johann Georg. Das ursprünglich einstöckige Gebäude besaß einen Turmaufbau, ein Lustschloss sowie einen Dreiecksgiebel. Johann Gottfried Knöffler schuf den Figurenschmuck. Direkt seitlich an das Palais schlossen sich lange Nebengebäude an, in denen Wirtschafts- und Funktionsräume untergebracht waren. Das Palais wies bereits Übergangsmerkmale vom Rokoko zum Klassizismus auf. Im Innern war es jedoch noch im Stil des Rokoko gehalten. Von 1781 bis 1927 war es Wohnsitz des zweitgeborenen wettinischen Prinzen und seiner Familie. Johann August Giesel gestaltete 1783 das Innere im Stil des Klassizismus um. Von 1855 bis 1857 baute Hermann Nicolai das Palais um, dabei wurde es um ein Geschoss aufgestockt und die Fassaden neu gestaltet. In den Jahren 1867 und 1878/1879 kam es zur Erweiterung der Flügelbauten.

## Bewohner
Das Palais diente dem zweitgeborenen wettinischen Prinzen und seiner Familie von 1781 bis 1927 als Wohnsitz.
- Johann Georg, Chevalier de Saxe von 1764 bis 1774
- Prinz Anton von Sachsen von 1781 bis 1827
- Prinz Georg von Sachsen von 1857 bis 1902
- Prinz Johann Georg von Sachsen von 1906 bis 1918

## Entwicklung nach 1927

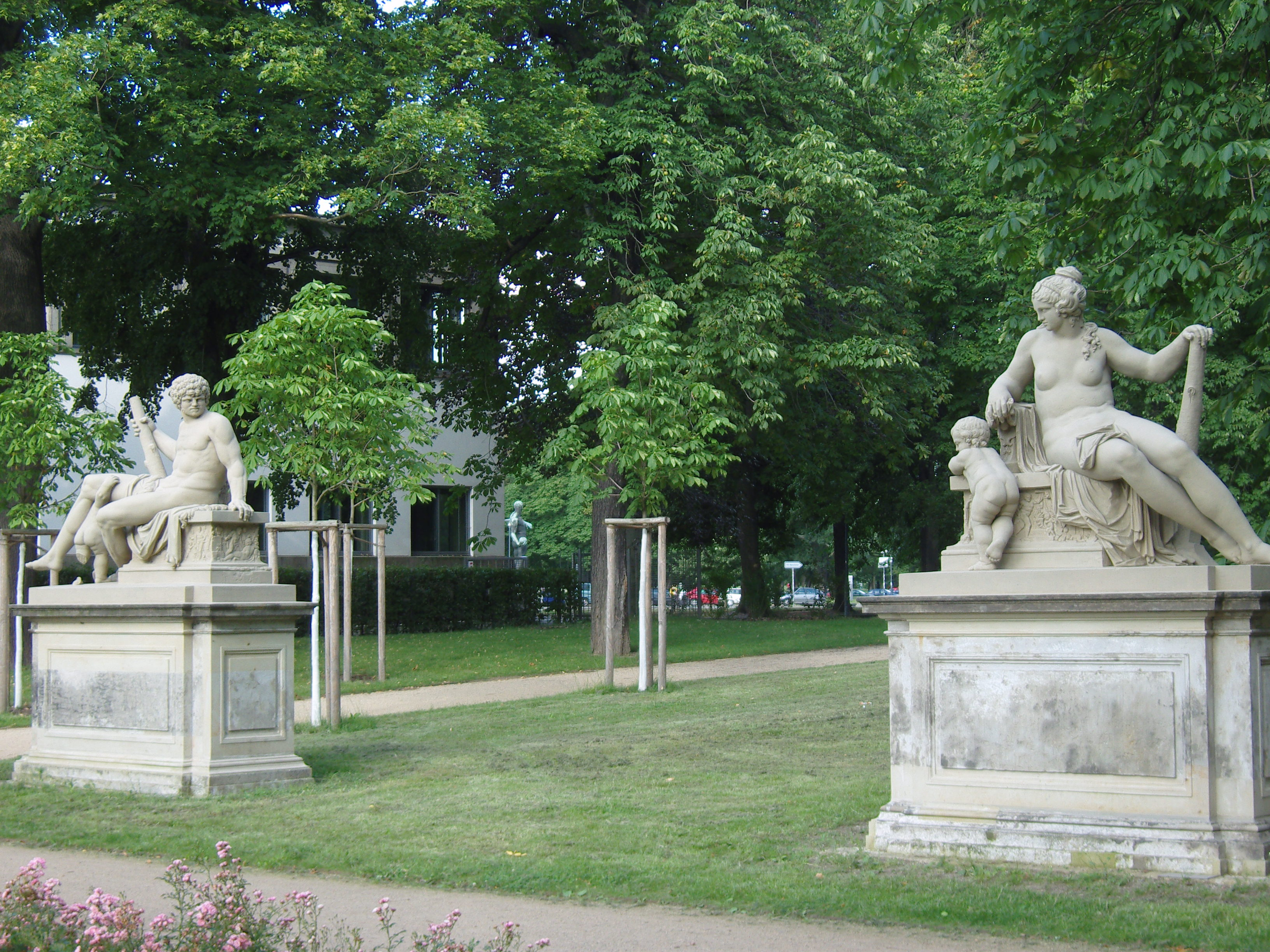
Herkules und Megara am heutigen Standort am Hygienemuseum

1927 kam das Palais in den Besitz der Stadt Dresden. Bei den Luftangriffen auf Dresden im Februar 1945 brannte es aus, und die Ruine wurde 1951 abgerissen.
Zwei historische Sandsteinvasen, die um 1750 entstanden, wurden in der Bürgerwiese aufgestellt. Die überlebensgroßen sitzenden Sandsteinfiguren des Herkules und der Megara wurden im Heilkräuter- und Pflanzgarten südlich des Deutschen Hygienemuseums platziert.

## Zinzendorfstraße
Das Palais lag an der Zinzendorfstraße, eine als Sackgasse von der Bürgerwiese nach Norden in die Nähe der Lingnerallee verlaufende Straße. Die Straße ist seit 1892 nach der Familie Zinzendorf benannt, deren Grundstück an die Straße angrenzte. Ursprünglich war die Straße der südliche Teil der Neuen Gasse, die zwischen Pillnitzer Straße und Bürgerwiese verlief. Im 17. Jahrhundert trug sie den Namen Lange Gasse und wurde 1863 in Lange Straße umbenannt.